# Milanese - Antologia della canzone lombarda
Milanese - Antologia della canzone lombarda è una raccolta musicale di 153 brani raccolti in dodici album interpretati da Nanni Svampa e rappresenta una delle maggiori collezioni di studio e ricerca sulla storia musicale e dialettale della Lombardia e della città di Milano in particolare.
I dodici volumi che compongono l'opera sono stati pubblicati - tutti editi dalla Durium - in diversi momenti degli anni settanta. Il materiale raccolto richiese un grande lavoro di ricerca, che tenne impegnato Svampa fin dal 1968 e con la collaborazione preziosa di Michele Straniero, che ha curato tra l'altro le note delle singole canzoni sui dischi.

## Struttura e principali tematiche dell'opera
Ciascun album è dedicato ad un tema particolare e raccoglie canzoni che via via passano dall'antico repertorio della tradizione popolare a pezzi più recenti, fino a coprire buona parte della produzione milanese e lombarda del novecento.
Col tema, ovviamente, variano anche gli accompagnamenti: dalla leggerezza dei canti tradizionali accompagnati sovente dalla sola chitarra - probabilmente suonata da Lino Patruno, con Svampa anche nei Gufi, attraverso sfumature di colore più ricche di colori e timbri - non manca l'imprescindibile fisarmonica -, si giunge infine a toni più tipici del jazz, ora più intimi, ora più drammatici.
Non sempre il criterio della provenienza dei brani è del tutto rispettato: capita per esempio di trovare brani come Bella ciao, popolarissimo canto ottocentesco originario però dell'Emilia-Romagna, e addirittura brani scritti in origine da autori non italiani: è il caso di Tromboni della pubblicità, reinterpretazione dialettale de Les trompettes de la Rennomée di Georges Brassens, autore del resto molto amato e divulgato da Svampa.

### Le ballate dei secoli scorsi
Si parte dalle antiche ballate, generalmente dai tristi risvolti e basate su strutture semplici reiterate più volte: la dolce e struggente Il testamento dell'avvelenato - la quale vanta differenti versioni in tutta Italia - e l'impietosa Donna lombarda ne sono un notevole esempio. Sovente tali composizioni presentano atmosfere agrodolci, dove l'allegria dell'arrangiamento e dei ritornelli ricorrenti vengono messi al servizio di storie tutt'altro che liete: si pensi alla triste vicenda della ragazza dagli occhi bianchi e neri narrata ne La mamma di Rosina e all'atmosfera da "scandalo di paese" su cui verte Margheritin.
Non mancano, tuttavia, momenti più allegri e irriverenti, per esempio nell'antica Pellegrin che vien da Roma e nell'esilarante scenetta di coppia di Martino e Marianna. Spesso anche questi brani a tema più leggero mantengono una struttura ricorsiva - ne sono un esempio E prima d'andar via e Chi t'ha faa quej bej ogitt, oppure presentano un testo che, strofa dopo strofa, presenta nuovi elementi: due esempi ne sono E verrà quel dì di lune, in cui a ciascun giorno della settimana viene attribuita una diversa compera al mercato, e Sem in vun sem in du, che narra della marcia di un gruppo di soldati che prima si va formando e poi torna ad assottigliarsi.

### Le tradizioni milanesi nelle canzoni del Novecento, dal cabaret alla ligera
Nella volontà di coprire buona parte del repertorio musicale del novecento lombardo e milanese, Svampa propone brani più o meno conosciuti: a fianco delle sempreverdi La bella la va al fosso e La mensa collettiva si trovano brani come Pepé e paposs che, scritta da Nino Rastelli e Giacomo Solmavivo nel 1939, offre un divertente parallelo tra le scarpette da ballo e gli scarponi da montagna e come l'allegra, seppur malinconica, È tornato Barbapedanna, del 1939 - quest'ultima, scritta da E. Frati ed Eros Sciorilli, riporta in auge la figura del musicista di strada - il barbapedana, appunto - che, tra gli altri, nell'Ottocento venne resa famosa dal musicista milanese Enrico Molaschi.
Con la sua voce intonata e molto espressiva, Svampa reinterpreta, inoltre, i classici di Giovanni D'Anzi - tra i quali la celeberrima Oh mia bela Madunina - del 1935 - e altri brani scritti con Alfredo Bracchi come Quand sona i campann e La Gagarella del Biffi Scala, quest'ultima del 1941.
Non mancano, ovviamente, i canti cosiddetti "da osteria", peraltro riproposti dallo stesso Svampa con i suoi Gufi e, in tempi più recenti, da Cochi & Renato; si tratta in genere di brani leggeri che ruotano attorno al mondo dell'osteria (Pepp va pian, Camerer porta mezz liter) o narrano di più o meno epiche vicende itineranti (La famiglia Brambilla, la divertente Idillio ferroviario).
Merita una citazione particolare il brano Il tamburo della banda d'Affori: scritto nel 1942 da Nino Rastelli e Mario Panzeri e musicata da Nino Ravasini, venne interpretata come una satira (probabilmente involontaria) del regime fascista (i 550 pifferi, in tale lettura, sarebbero associabili ai membri della Camera dei fasci e delle corporazioni) e che quindi ebbe una notevole diffusione negli ambienti antifascisti.

### Canti di lavori e mestieri
Una cospicua parte dei brani canta il mondo del lavoro: diversi famose canzoni narrano delle professioni tipiche - quasi emblematiche - di un passato nemmeno troppo lontano: la filandera, il magnano (o stagnino), l'arrotino, la campagnola, lo spazzacamino: quest'ultimo, in particolare, è il protagonista di un brano piuttosto famoso, anche in virtù del nemmeno troppo velato doppio senso.
Alcuni brani presentano peraltro divertenti posizioni oziose nei confronti del lavoro: ne sono un esempio La canzone del muratore (ove ogni giorno della settimana è buono per trovare una scusa per non lavorare) o la celebre L’uva fogarina.

### I temi del sociale
Non mancano brani di più acceso tema sociale: ne è un esempio Mammina pendolare, nella quale una donna lavoratrice che pure deve occuparsi della sua famiglia rivolge delle domande alle persone che teorizzano sulla vita, definite con fare ironico "sant'uomini difensur del nucleo famigliare e di so valur".
La busa noeva, scritta da Walter Valdi, facendo il verso al ritmo della bossa nova (di cui ne riprende evidentemente anche il nome) ironizza ad un tempo sia sulla condizione di parecchie strade della penisola, sia sulla pesante burocrazia italica.
In una dimensione più intima, in fin dei conti più prossima al piccolo mondo raccontato da queste canzoni spesso semplici e dal forte carattere rurale, un tema spesso trattato è quello della rinuncia all'amore per questioni di etica sociale: un esempio piuttosto triste è narrato ne La monachella.

### La ligera e altre storie di malavita
Vi sono pure - e non potrebbe essere altrimenti, parlando della città meneghina - i brani legati alla malavita milanese, quella che un tempo, permeata da un alone quasi romantico venuto a mancare quando si entrò negli anni tetri del terrorismo, era soprannominata Ligera, leggera, più volte ricorrente nelle canzoni ed essa stessa quasi un simbolo di periodi di povertà e operosità - si ascolti, ad esempio, E con la cica in bocca.
La raccolta di Svampa parte dalle vicende di rancori e tristezze della microcriminalità di fine Ottocento/inizio Novecento - sono celebri Porta Romana bella e La povera Rosetta, quest'ultima narrante un triste fatto di cronaca del 1913 riguardante l'omicidio di una giovane prostituta - e giunge ai periodi più oscuri del passato recente (quasi del presente, se si considera il periodo di pubblicazione dei relativi album).
Sono riproposti brani come Faceva il palo - portata al successo da Enzo Jannacci sebbene scritta in origine da Walter Valdi su un'altra musica e con il titolo Il palo della banda dell'Ortica -, la caustica Ma mi, scritta da Giorgio Strehler e musicata da Fiorenzo Carpi e nota per le interpretazioni dello stesso Jannacci e di Ornella Vanoni e l'altrettanto celebre "Hanno ammazzato il Mario, di Dario Fo e Fiorenzo Carpi, anch'essa cantata dalla Vanoni.
Il punto di vista è spesso quello, sovente disilluso, del carcerato, come nella vendicativa Il moro della Vedra e nell'amara In libertà ti lascio.

### La Milano che fu
Un tema spesso ricorrente è quello del cambiamento della città meneghina, nella quale - ed è un pensiero comune a molte persone della generazione di Svampa - quelle che sono storia e tradizioni della vecchia città stanno sempre più scomparendo, in un triste processo di perdita dell'identità - si tratta del resto di un processo inevitabile legato alla piega presa dagli eventi negli ultimi decenni.
Tra i brani che affrontano questo tema, quello più immediatamente esplicativo di questi sentimenti è El mè paes, nella quale sostanzialmente si dice che Milano era un quadro e che ora sì, la città, le montagne, il Lambro sono ancora lì; ma che ora sono come scenografia, poiché è venuta meno l'anima della città.
Montagna de San Sir (Scritta da Nino Rossi) parla invece del Monte Stella, la collina che venne eretta con le macerie della Seconda guerra mondiale, e del significato simbolico che essa assunse.

### La vita tra le osterie e le case di ringhiera
Un discorso a parte lo merita l'ultimo volume della raccolta, il dodicesimo: esso presenta diversi brani popolari, sovente molto brevi, collegati da un continuo flusso di rumori, suoni, urla e suoni che vogliono provare a rappresentare quel che era la Milano che Svampa si propone di raccontare.
Ecco che quindi i bambini che intonano le filastrocche, i venditori dei giornali che invadono le strade col loro vociare ed i discutibili discorsi da bar che permeano tutto l'album - possano piacere o meno - formano un unico quadro di vita, insieme urbano e rurale. Non è un caso, probabilmente, che tale flusso di sensazioni sonore termini con La rusticiada, celebre calderone di motivi da osteria di grana più o meno grossa che non può che lasciare, seppure malinconicamente, un sorriso in volto.

## Le canzoni della raccolta

### 1.Antiche ballate e storie d'amore(1970)
1. Come diruto Mediolano
2. Pellegrin che vien da Roma
3. Vita de San Lessi
4. La violetta
5. Martino e Marianna
6. Il testamento dell'avvelenato
7. La bella la va al fosso
8. Donna lombarda
9. La mamma di Rosina
10. Verrà quel dì di lune
11. Mariettina
12. La bionda di Voghera
13. Ti te set in lett

### 2.Il Risorgimento, i mestieri e l'officina(1970)
1. A fare il soldato
2. Incoeu l'è l'ultim dì
3. Semm in vun semm in du
4. Bel uselin del bosch
5. La bella Gigogin
6. Varda Gyulai
7. El pover Luisin
8. I lament di tosan tutt disperaa perché gh'è i giuven che va a soldaa
9. La moglie di Cecco Beppe
10. La mia morosa cara
11. Donne donne gh'è chì el magnan
12. Spazzacamino
13. La roeuda la gira
14. Mama mia mi sun stufa
15. E lee la va in filanda
16. Il muratore
17. Stamattina mi sono alzata
18. Una canzone a la villotta
19. Sont rivàa de Cinisell

### 3.La mala e l'osteria(1970)
1. O barbiera bella barbiera
2. Porta Romana bella
3. La povera Rosetta
4. E con la cicca in bocca
5. Il Moro della Vedra
6. In libertà ti lascio
7. I giovinotti al sabet de sira
8. Risotto d'osteria
9. El sindic de Precott
10. E mi la dona bionda
11. El ridicol matrimoni
12. El piscinin

### 4.Le canzoni della Madonina(1970)
1. I sartinn del Milan
2. Oh mia bela Madunina
3. Crapa pelada
4. La Balilla
5. È tornato Barbapedana
6. Quand sona i campann
7. Pepè e papoos
8. I barboni de Milan
9. El biscèlla
10. Il tamburo della banda d'Affori
11. La gagarella del Biffi Scala
12. Bitte fraulein

### 5.Antiche ballate del contado(1973)
1. Margheritin
2. La canzonetta noeuva
3. Il frate cappuccino
4. E mi son chì in filanda
5. E la mia mamma l'è vecchierella
6. Polliroeu
7. L'uva fogarina
8. Angelina
9. La canzone del muratore
10. La monachella
11. La campagnola
12. Canicossa e Balduchelli
13. "Andemm Andemm vergin Maria"

### 6.W l'osteria(1973)
1. El gir del mond
2. Come pioveva
3. El portafoeuj
4. Pepp va pian
5. La famiglia Brambilla
6. El minestron
7. Se gh'hann de dì
8. E prima di andar via
9. La mensa collettiva

### 7.La nuova canzone milanese(1973)
1. Ma mi (non presente nell'edizione originale)
2. Sentij come vosa la sirena (non presente nell'edizione originale)
3. Hanno ammazzato il Mario
4. Prendeva il treno
5. Andava a Rogoredo
6. La circonvallazion
7. La forza dell'amore
8. L'era tardi
9. Gh'è anmò un quajvun
10. El portava i scarp del tennis
11. A l'era sabet sera
12. Piazza Fratelli Bandiera

### 8.Il cabaret(1973)
1. A mi (me dann de l'egoista)
2. La canzon del Navili
3. Ma che invidia
4. La busa noeuva
5. Faceva il palo
6. Quand gh'avevi sedes ann
7. El me gatt
8. L'aereo del papa
9. La ballata del pitor
10. La sposa del garibaldino
11. Per quel vizi
12. Si chiamava Ambroeus

### 9.Le la va de sora(1977)
1. Gh'era el fiol d'un conte
2. El me' moros el sta de là del Sere
3. E picchia la porticella
4. La rondine importuna
5. Lee la va de sora
6. Oh Catarinì ven giò dal ball
7. Mamma mia la sposa l'è ché
8. L'era fiola de l'uster
9. Susanna la petta i ricci
10. Chi t'ha faa quej bej ogitt
11. Tò on muradur
12. L'oi bella va in giardino

### 10.I donn a lavorà e numm a soldà(1977)
1. Strofette di risaia:
  1. a) Filí drit sui marciapè
  2. b) Quaranta giorni che dormo sulla paglia
  3. c) Sior padrù de l'urelòc
  4. d) O te capa istèsset de la festa
2. Sèri foeura che lavoravi
3. Bella ciao
4. Laurina a la filanda
5. Ero povero ma disertore
6. La ragazza guerriera
7. Fantasia di filanda:
  1. a) La nostra società l'è la filanda
  2. b) Povre filandere
  3. c) A la mattin bonora
  4. d) O mamma mia tegnimm a cà
8. È qui il martello che batte le ore
9. Senti le rane che cantano
10. Addio padre e madre addio
11. Passa luni e passa marti
12. Addio morettin ti lascio

### 11.Al dì d'incœu(1977)
1. El mè paes
2. Mammina pendolare
3. Pin pirolin
4. A l'ostarea del tir a s'ciopp
5. La mia terra
6. Lombardia
7. La ballata dei biotton
8. Dì sora dì
9. Montagna de San Sir
10. Tucc i dì
11. Tromboni de la pubblicità

### 12.Cà de ringhera e veggia osteria(1977)
1. Caterina di coraj
2. Tutt i magutt
3. Santa Clara
4. La tegnoeula
5. La mia mamma la va al marcaa
6. La mazurcazza
7. L'anno scorso facevo il trippaio
8. Strascée
9. Lassa pur ch'el mond el disa
10. Oh cara mamma granda
11. Fantasia di ninne nanne
12. Camerer porta mezz liter
13. La cervellera
14. Idillio ferroviario
15. La vien giù dalle montagne
16. La rostisciada